# Navia latifolia
Navia latifolia är en gräsväxtart som beskrevs av Lyman Bradford Smith. Navia latifolia ingår i släktet Navia och familjen Bromeliaceae. Inga underarter finns listade i Catalogue of Life.